# Eustroma hampsoni
Eustroma hampsoni là một loài bướm đêm trong họ Geometridae.